# Палийчук, Борис Дмитриевич
Борис Дмитриевич Палийчук (1913—1995) — советский писатель, сценарист.

## Биография
Борис Палийчук родился 4 июня 1913 года в Вильно (ныне — Вильнюс) в семье железнодорожника. Работал слесарем. В 1935 году окончил Харьковское авиационное училище. С 1935 по 1941 год работал корреспондентом республиканских газет. Был редактором журнала «Советская Украина». Член КПСС с 1942 года.
Участник Великой Отечественной войны. Награждён орденом Отечественной войны II степени, орденом Красной Звезды, медалями «За оборону Сталинграда», «За победу над Германией в Великой Отечественной войне 1941—1945 гг.», «За взятие Берлина», «За освобождение Варшавы».
Печатался с 1938 года, основная тематика творчества — события Великой Отечественной войны. Автор песен к ряду кинофильмов, в частности «Командир корабля», «В один прекрасный день», «Гори, моя звезда», «Ключи от неба».
Много лет в городе Макаров (Киевская область). С 1957 года проживал в Киеве на улице Михаила Коцюбинского. В 1997 году на доме установили мемориальную табличку.
Борис Палийчук умер в 1995 году.

## Работы
- Рубежи. К., 1976;
- Восхождение на облака. — Эскадрилья «Лысый орел». К., 1980.